# Alicia Dibos
Alicia Dibos (Lima, 1 maart 1960) is een Peruviaanse golfprofessional. Van 1993 tot 2003 was ze actief op de LPGA Tour. Ze debuteerde in 2006 op de Legends Tour.

## Loopbaan
In 1994 maakte Dibos haar debuut op de LPGA Tour. Ze bleef daarop actief tot 2003. Ze won in die periode geen toernooien op de LPGA. In 2006 maakte Dibos haar debuut op de Legends Tour. Ze behaalde daarop in 2012 haar eerste zege.
Dibos beheert Alicia Dibos Golf, een golfschool waarop ze samen met haar werknemers golfamateurs golftips geeft.

## Erelijst
Legends Tour
- 2012: Judson Collegiate & Legends Pro-Am Challenge
- 2013: Judson Collegiate & Legends Pro-Am Challenge

## Teamcompetities
Professional
- Handa Cup (World Team): 2006, 2007, 2008, 2009, 2010, 2011, 2012 (gelijkspel, USA behield de beker), 2013 (winnaars)